# Microcaecilia unicolor
Microcaecilia unicolor és una espècie d'amfibis gimnofió de la família dels sifonòpids (Siphonopidae). Va ser descrit per C. Duméril el 1864.
És endèmica de Guyana francesa, on habita el bosc primari. També s'ha trobat en zones urbanes i jardins rurals. Es desconeix la seva ecologia de cria. Va ser classificat com a risc mínim d'extinció, en tenir una distribució relativament àmplia, una tolerància a un cert grau de modificació de l'hàbitat i una gran població.